# Смуthи в портрете ин100грамма
Сму́tһи в портре́те ин100гра́мма — фильм в стиле абсурдистской комедии Сергея Угольникова, автора книги «Элита тусуется по Фрейду», снявшего фильмы «Москва-Кобылозадовск» (2012) и «Блогер», в 2012 году получивший специальную награду «Надежда на спасение» на международном фестивале фильмов ужасов «Капля». Самими авторами фильм рассматривается как социокультурный феномен, и стал началом концепции «финальности», продолженной фильмами «Горбатый Ковид» и «14 февраля - 2». Сюжет построен на событиях «протестов на Болотной площади».

О сюжете фильма сам режиссёр говорит следующее:
Идеи фильмов получаются из ерунды. Тот же «Блогер» случился из-за того, что однажды протянула мне девушка визитку «такая-то, такая, блогер». Дальше некуда, у людей появилась самоатрибуция, примерно как корочки «Я — идиот» на Арбате девяностых, только здесь всерьёз. Деградация пошла семимильными шагами, пора запускать проект. «Смуззи в портрете инстаграма» случился из-за такой же нелепицы — созерцания «болотных» протестов. Сразу было понятно, что результат митингов будет никаким — подкачал генотип участников. Но такая прекрасная массовка шляется впустую, обидно упускать.
Краткий пересказ фильма на Кинопоиске следующий: Золушка, любящая смузи и выкладывающая фотографии в Instagram, собирается стать сисадмином, но Мачеха заставляет её стать фотомоделью. Отец Пепелюшки (его играет поэт Всеволод Емелин), лесник, когда-то рубивший Кировский Лес, вырубает себе сына, который становится начальником КГБ. Золушка хочет сделать карточку, но попадает на митинг протеста, где встречает Принца. Принц не только владелец банка, но и лидер оппозиции, которого задерживает КГБ. Начальника КГБ на Фрунзенской набережной убивает кукла маньяка-убийцы. Принц выбирается из-за застенков КГБ и пытается найти свою любовь, для чего объявляет конкурс на лучшее фото в Инстаграмм, находит Золушку и празднует свадьбу.
По мнению историка моды и писателя Галины Иванкиной, фильм про смуtһи — это набор мемов, анекдотов и случайностей, «нарочитое совмещение сугубой, привычной натуральности с таким же конкретным измышлением».
В фильме использованы композиции групп «Вася Ложкин и какие-то люди», «Палево», «Церковь Детства», «Среднерусская Возвышенность», «Газон».
В качестве знаковых локаций были использованы галерея «Гридчинхолл», магазин Циолковский, вход в «бункер НБП».